# Echinodia theobromae
Echinodia theobromae är en svampart som beskrevs av Pat. 1918. Echinodia theobromae ingår i släktet Echinodia och familjen Schizoporaceae.   Inga underarter finns listade i Catalogue of Life.